# Pascagoula
Pascagoula è una città (city) degli Stati Uniti d'America, capoluogo della contea di Jackson, nello Stato del Mississippi.
La città è nota perché nel 1973 è avvenuto il rapimento alieno di Pascagoula.

## Collegamenti esterni

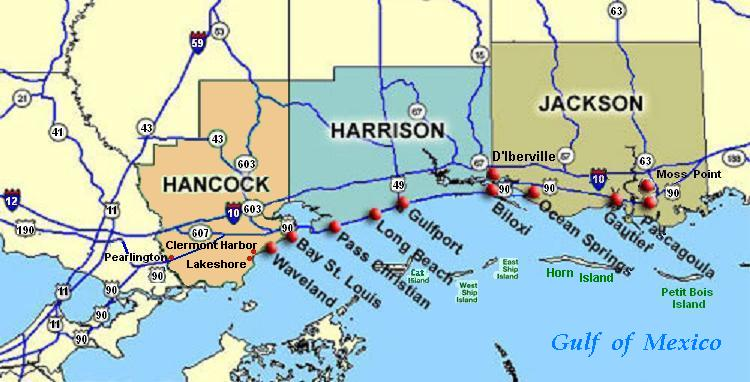
Posizione di Pascagoula nella costa sul golfo del Messico